# Contrat civil
Cette page contient des caractères spéciaux ou non latins. S’ils s’affichent mal (▯, ?, etc.), consultez la page d’aide Unicode.
Contrat civil (en arménien Քաղաքացիական պայմանագիր, abrégé ՔՊ, ou KP) est un parti politique arménien.
Son dirigeant, Nikol Pachinian, est Premier ministre depuis le 8 mai 2018 et la révolution arménienne de 2018.

## Idéologie
Contrat civil n'a pas d'idéologie ou famille politique officielle. Nikol Pachinian a notamment déclaré :
Il n'y a plus de lignes claires entre les différentes idéologies politiques... Au XXIe siècle, ces lignes ont disparu. Je trouve inacceptable d'étiqueter notre parti comme 'libéral', 'centriste' ou 'social-démocrate', parce que nos objectifs vont au-delà de ces '-ismes'
Nikol Pachinian et son parti restent cependant régulièrement décrits comme centristes, réformistes, ou libéraux,  par les observateurs internationaux. 

## Résultats aux élections législatives
| Année | Voix                   | %                      | Sièges   | Gouvernement                                    |
| ----- | ---------------------- | ---------------------- | -------- | ----------------------------------------------- |
| 2017  | Alliance « La sortie » | Alliance « La sortie » | 5 / 105  | Opposition (2017-2018), Pachinian I (2018-2019) |
| 2018  | Alliance « Mon pas »   | Alliance « Mon pas »   | 82 / 132 | Pachinian II                                    |
| 2021  | 688 761                | 53,95                  | 71 / 107 | Pachinian III                                   |